# Theon Greyjoy
Theon Greyjoy är en fiktiv figur i Sagan om is och eld-serien av den amerikanska författaren George R.R. Martin, och dess TV-anpassning Game of Thrones. Theon är den yngsta sonen och den presumtiva arvingen av Balon Greyjoy, som tas som en förmyndling av Lord Eddard Stark efter Balons misslyckade uppror. Theons komplexa och ofta oroliga relation med både hans födelse och adoptivfamilj är centrala för karaktären genom romanerna och dess TV-anpassning.
Theon introducerades i Kampen om järntronen (1996), och framträdde sedan i Kungarnas krig (1998) och Drakarnas dans (2011), där han återinförs som Reek, den torterade vasallen av Ramsay Bolton.
Theon framställs av skådespelaren Alfie Allen i TV-anpassningen.